# Паоло Мацца
Паоло Мацца (італ. Paolo Mazza, нар. 21 липня 1901, Вігарано-Майнарда — пом. 31 грудня 1981, Феррара) — італійський футбольний тренер та функціонер, насамперед відомий роботою з національною збірною Італії на чемпіонаті світу 1962 року.

## Ігрова кар'єра
Як гравець відомий виступами за нижчолігову команду «Портуенсе» з Портомаджоре.

## Кар'єра тренера та функціонера
Розпочав тренерську кар'єру 1933 року, очоливши тренерський штаб клубу «Портуенсе».
Надалі до 1942 року очолював команди клубів СПАЛ та «Молінелла».
1946 року став президентом футбольного клубу СПАЛ з Феррари, зробив значний внесок у розбудову клубної інфраструктури. Значною мірою завдяки роботі Мацци провінційна феррарська команда на початку 1950-х пробилася до елітної Серії A, в якій протрималася понад 10 років.
1962 року, разом з іншим італійським спеціалістом, Джованні Феррарі, був запрошений скласти тренерський тандем для підготовки  національної збірної Італії до участі у тогорічному чемпіонаті світу.